# Iglesia de San Martín de Hoyos

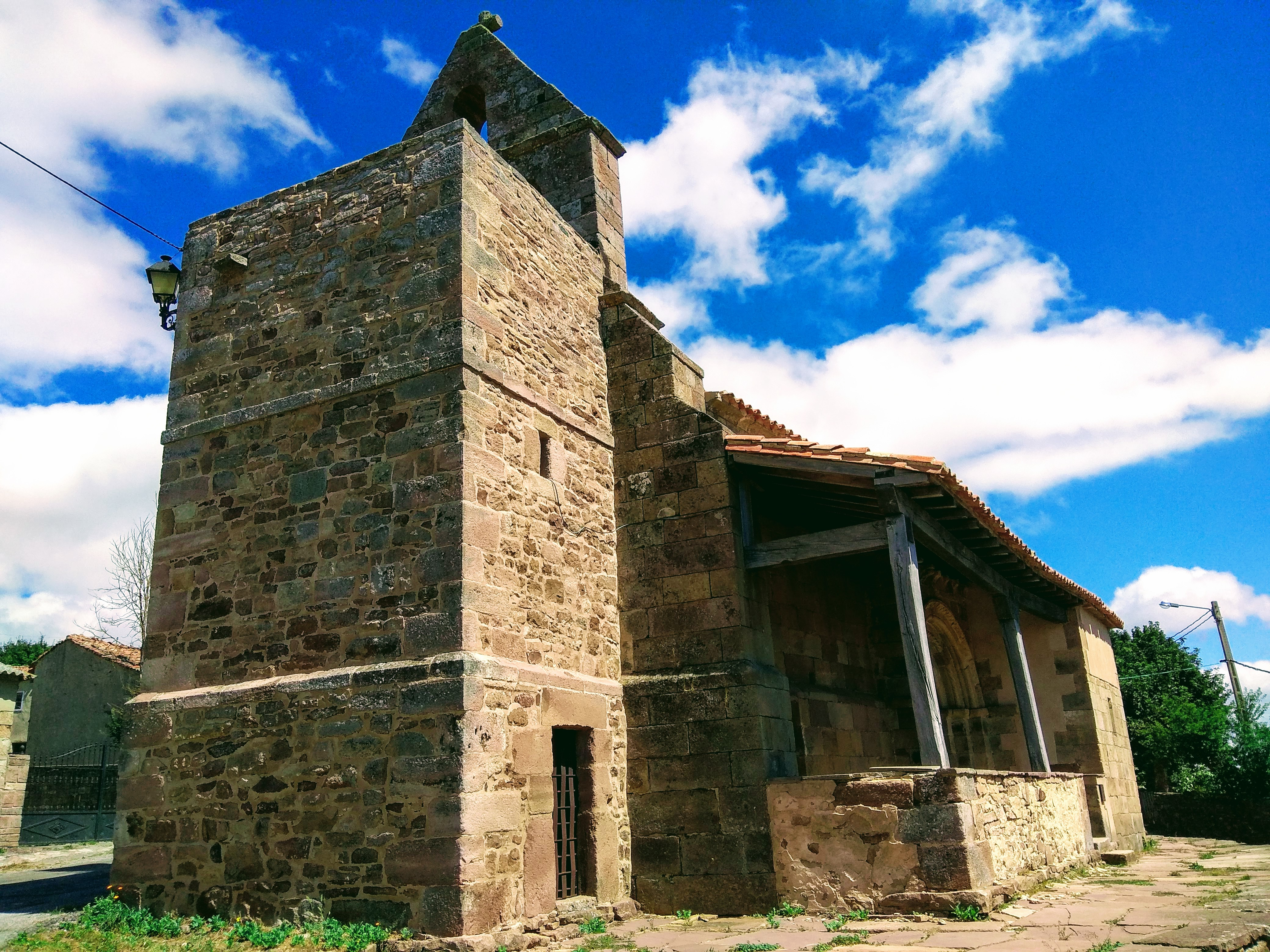
Iglesia románica de San Martín de Hoyos, en el municipio de Valdeolea.

La iglesia de San Martín, en San Martín de Hoyos, dentro del término municipal de Valdeolea (Cantabria, España) fue declarada Bien de Interés Cultural en el año 1982. Se encuentra en el centro del pueblo, no muy lejos de la Torre medieval.

## Datación
Parece ser que se trata de una iglesia erigida a finales del siglo XII, por lo menos en lo que se refiere a la parte principal de la edificación. Posteriormente, en un estilo románico arcaizante, se abrieron dos capillas laterales de forma rectangular, ya en el siglo XIII. Aparecen elementos protogóticos como el arco apuntado o el tema de la lucha entre caballeros en uno de los capiteles. Añadidos posteriores son la sacristía y el pórtico sobre la puerta de acceso.

## Descripción

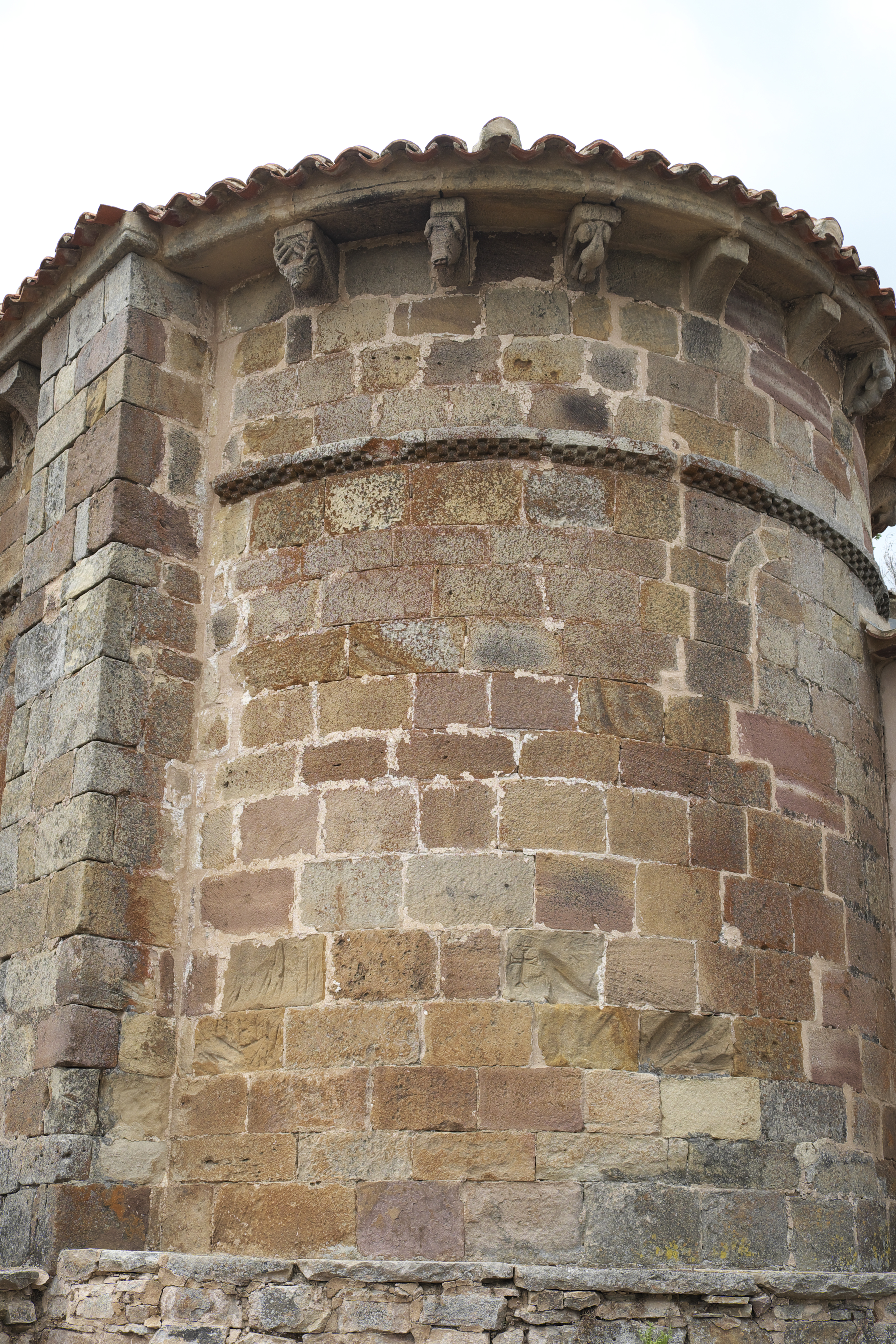
Ábside con canecillos iconográficos.

Se trata de una sencilla iglesia del románico rural. Tiene una sola nave rematada por un ábside. Es muy parecida a la iglesia de Santa María, en el vecino pueblo de Hoyos, relacionándose ambas estilísticamente con el románico del norte de Palencia. La nave de San Martín de Hoyos, no obstante, es más alargada.

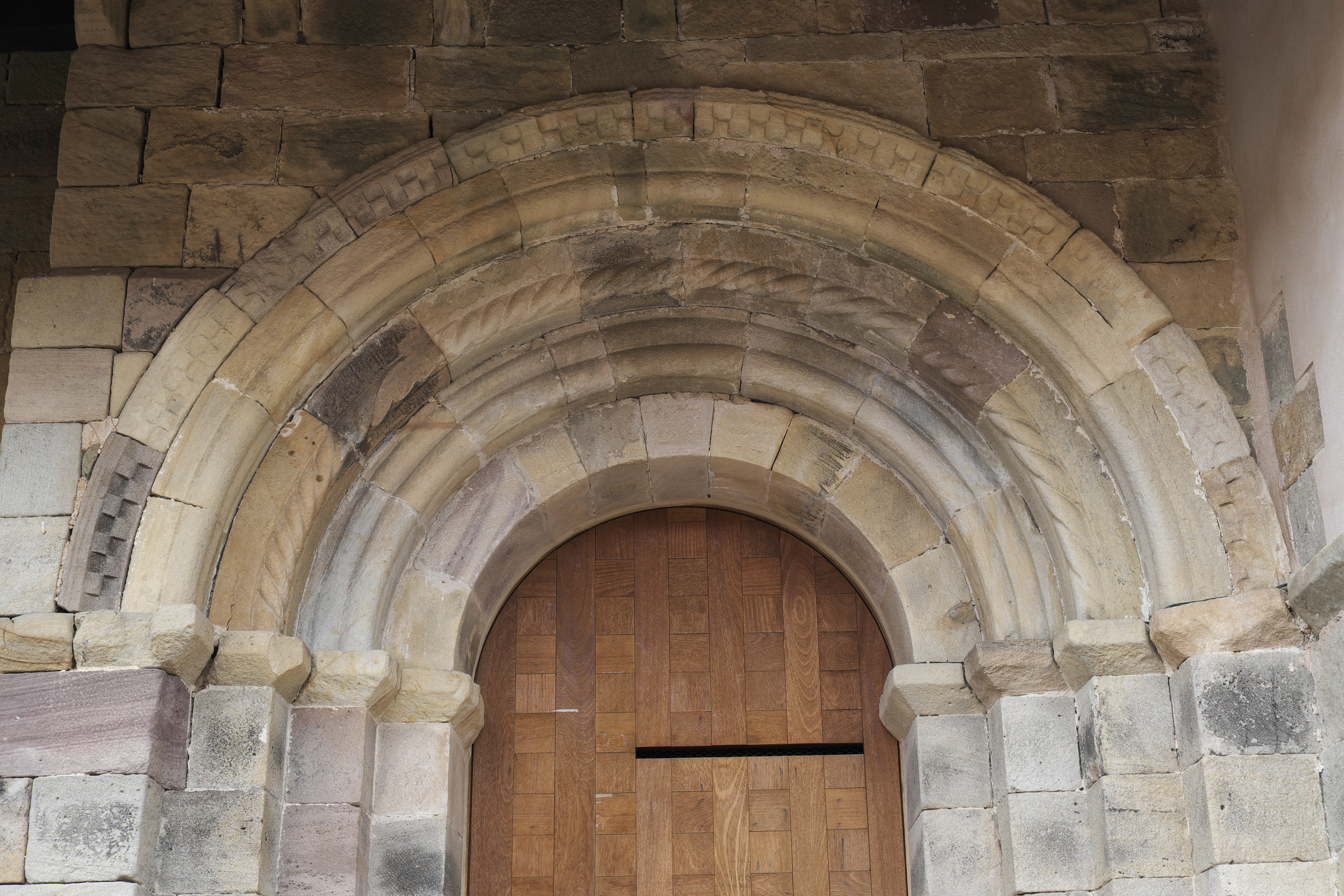
Portada abocinada con arquivoltas de roscas

Hay una espadaña con tres troneras a los pies. La puerta se  encuentra en la fachada sur, sobresaliendo un poco del lienzo. Es de medio punto y tiene arquivoltas sobre pilastras, sin capiteles; la  decoración es de sogueado, billetes y baquetones, esto es, gruesas molduras redondeadas. 
Está cubierta por un pórtico algo más tardío, con una cornisa sobre canecillos  bastante simples, como el resto de la escultural monumental de la iglesia, de menor calidad que la de Santa María de Hoyos. En el ábside semicircular puede verse una cornisa  sostenida por canecillos de temas, en general, animales y geométricos. Tiene contrafuertes separándolo del presbiterio. Carece de vanos, pues la única ventana que al parecer tuvo está actualmente tapiada con sillería. Lo recorre una imposta con billetes.
Por lo que se refiere al interior de la iglesia, el arco triunfal es apuntado. Se apoya en capiteles decorados con animales, distinguiéndose en el de la izquierda águilas. A través de arcos de medio punto se accede a las capillas laterales, con decoración en los capiteles. En los de la capilla izquierda hay motivos vegetales y animales. Más decorado está la capilla de la derecha: en el arco de entrada aparecen círculos dentro de los que hay flores de cuatro pétalos, mientras que en uno de los capiteles puede verse el tema de lucha entre caballeros; finalmente, se distingue también una cabeza humana con hojas de acanto. Hay una imposta que recorre el interior del ábside y se prolonga en los muros del presbiterio.